# Лесли, Фредерик Уэлдон
Фредери́к Уэ́лдон Ле́сли, (англ. Frederick Weldon Leslie; род. 1951) — астронавт США. Совершил один космический полёт на шаттле: STS-73 (1995, «Колумбия»), учёный.

## Личные данные и образование

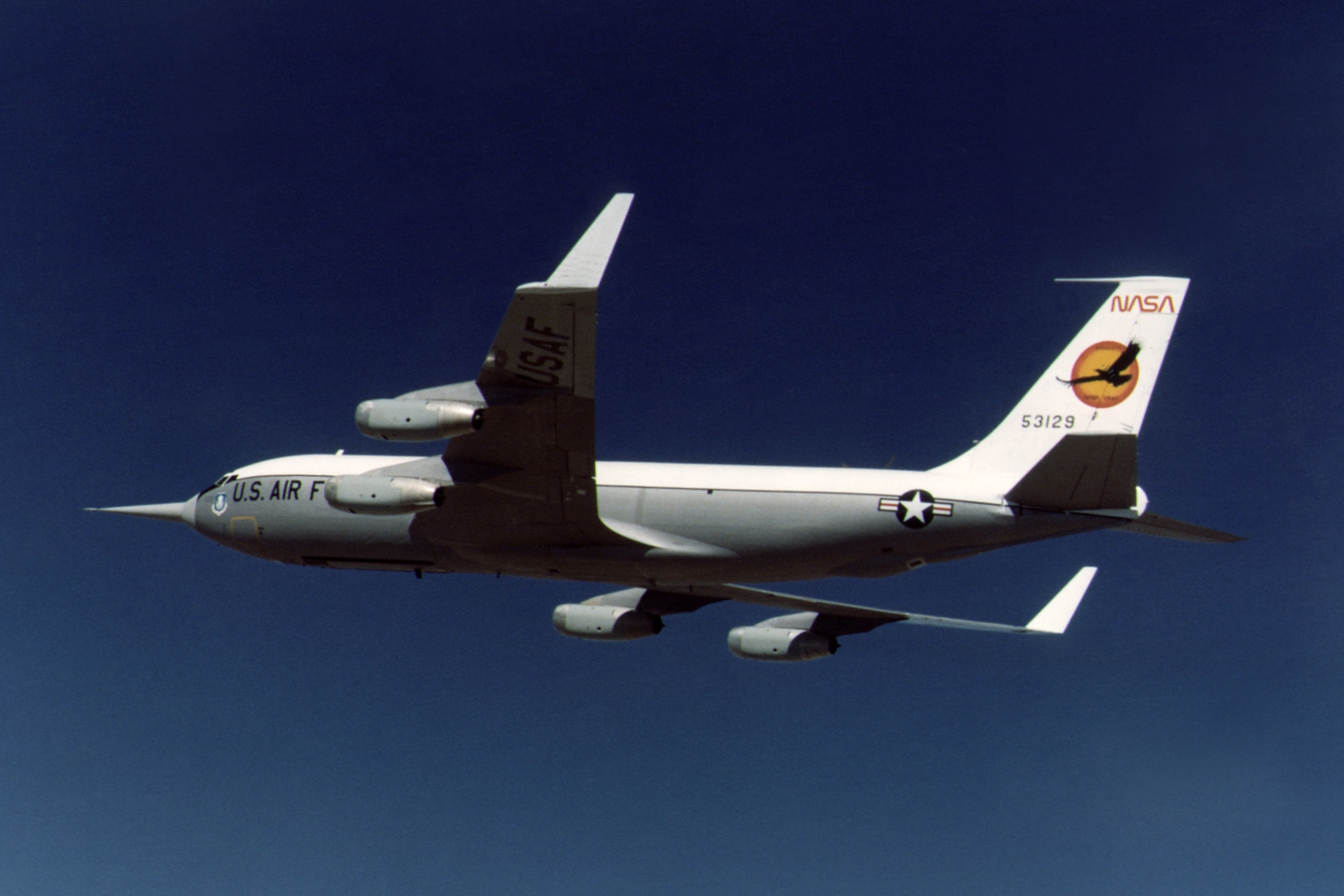
Самолёт НАСА Боинг KC-135.

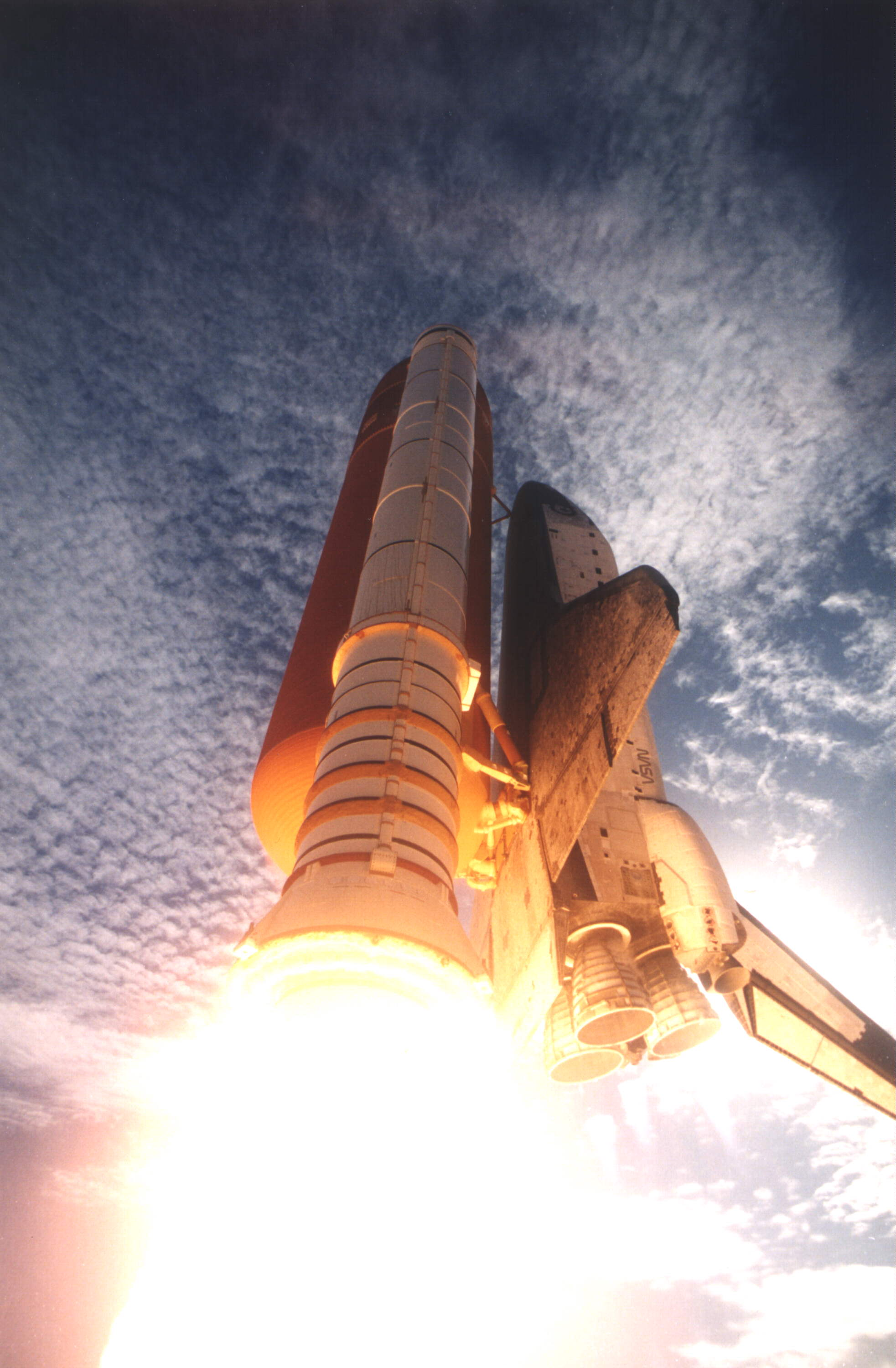
Стартует STS-73.

Фредерик Лесли родился 19 декабря 1951 года в городе Анкон, Панама. В 1970 году окончил среднюю школу в городе Ирвинг, штат Техас. В 1974 году получил степень бакалавра в области инженерных наук в Техасском университете в городе Остин. В 1977 и 1979 годах в Университете штата Оклахома получил степень магистра в области метеорологии и доктора наук в области физики и динамики жидкостей.
Он любит прыжки с парашютом и участвовал в установлении мирового рекорда в октябре 1992 года при одновременном прыжке 200 человек. Лесли имеет лицензию коммерческого пилота и налетал более чем 900 часов на различных самолётах. Он любит подводное плавание, бег и силовые тренировки. Его отец, Грейди Лесли, проживает в Бонэм, штат Техас. Его мать, Голди Л. Лесли, проживает в городе Кемп, штат Техас.

## До НАСА
В 1979 году, после защиты докторской диссертации, стал работать научным сотрудником в Университете имени Пердью, штат Индиана, изучал динамику завихрений жидкостей. В 1980 году стал работать в качестве приглашенного учёного в исследовательском Университете в Центре космических исследований имени Маршалла.

## Подготовка к космическим полётам
Лесли был главным постановщиком эксперимента по изучению поведения свободного натяжения поверхности вращающихся жидкостей при полёте на борту самолёта НАСА KC-135 при полёте по траектории с низкой гравитацией. 20 июня 1994 года был официально объявлен основным специалистом по полезной нагрузке, кандидатом в экипаж шаттла «Колумбия» STS-73 по программе USML.

## Полёты в космос
- Первый полёт — STS-73 [3], шаттл «Колумбия». C 20 октября по 5 ноября 1995 года в качестве «специалиста по полезной нагрузке». Второй полёт микрогравитационной лаборатории Спейслэб в качестве полезной нагрузки - совместные усилия правительства США, Университетов и промышленности по изучению почти "невесомости". Некоторые из экспериментов на USML-2 были предложены по результатам первого полёта лаборатории на «Колумбии» в 1992 году во время STS-50. Полёт USML-1 дал новое понимание теоретических моделей физики жидкостей, роль гравитации при горении и распространении пламени, и, как гравитация влияет на формирование полупроводниковых кристаллов. Данные, собранные из нескольких белковых кристаллов, выращенных на USML-1 позволило ученым определить молекулярные структуры этих белков. Продолжительность полёта составила 15 суток 21 час 53 минуты [4].

Общая продолжительность полётов в космос — 15 суток 21 час 53 минуты.

## После полётов
Автор более 30 журнальных статей и 50 докладов.

## Награды и премии
Награждён: Медаль «За космический полёт» (1995) и другие.